# شمس‌الدین محمد جوینی
شمس‌الدّین محمد جوینی یا خواجه شمس‌الدین محمد جوینی از شعرا، نویسندگان و وزرای بنام ایرانی است که در بسط و نشر علم و عمران و آبادی خدمات شایان تحسین انجام داد.
زادگاه وی قریهٔ جاجرم است. او وزیر ایلخانان مغول و از خاندان جوینی و فرزند خواجه بهاءالدین محمد جوینی بود. وی در ابتدای عمر، علوم ادبی را نزد عمادالدین قزوینی، قاضی نخجوان خواند و بعدها وارد خدمات دولتی شد. وی از سال ۶۶۱ تا ۶۸۳ هجری قمری وزیر هلاکو خان، اباقا و تگودار بود. شمس‌الدین جوینی به عربی و فارسی شعر می‌گفته است و خواجه نصیر طوسی رسالهٔ اوصاف‌الاشراف را به نام او نگاشته است. عطاملک جوینی که برای مدت ۲۴ سال فرمانروای بغداد و عراق عرب بود، برادر شمس‌الدّین محمد جوینی است. بسیاری از شعرا او را مدح گفته‌اند از آن جمله سعدی شیرازی قصایدی چند در مدح وی سروده است.
بعضی از ایرانیان معتقدند که او شاعر شعر «چشم براه» بوده است و با این شعر اباقا را برای بازگشت به شهرش ترغیب کرده است

## وزارت صاحب دیوان
ترقی فوق‌العاده صاحبدیوان شمس الدین محمد جوینی وپسرانش دردولت اباقاخان وبرادرش، علا، الدین عطاملک، درحکومت بغداد وعراق وشهرت وثروت ایشان باعث تحریک حس غضب وحسد جماعتی ازاعیان ومتنفذین وعمال اباقاشد که به علت نفوذ خاندان جوینی نمی‌توانستند چنان‌که باید مطلق العنان باشندودرحل وعقد امورملُکی که دراختیار تمام آن‌ها درکف کفایت صاحب دیوان وکسان وقرار داشت مستقل یالااقل شریک ایشان قراربگیرند.
فرزندان خواجه شمس الدین محمد صاحبدیوان به نام‌های یحیی فرج‌الله، مسعود، ابتاک، بهاءالدین محمد، شرف الدین هارون (داماد المستعصم باالله) هریک به نوبه خود ازادیبان ودانشمندان زمان خود به‌شمار می‌آمده‌اند.

## از نظر سایر بزرگان
خواجه شمس الدین محمد صاحبدیوان از بزرگ‌ترین وزرا وعمال و کتاب ایرانی است و درعهد خود در کفایت وتدبیر و شوکت وجاه وجلال وثروت نظیر نداشته است و به مزید حکمت وتواضع وفضل و دوستی وشعر پروری مشهور است، شیرین سخن‌ترین شعرای فارسی سعدی شیرازی ذکر او و برادر وی علاءالدین عطاملک رادر قصاید خویش مخلد کرد۰ چند نفر ازبزرگان علما و شعرای دیگر مثل خواجه نصیر الدین طوسی واستاد صفی الدین اُرموی وخواجه همام الدین تبریزی وبدر الدین جاجرمی بنام او وافراد دیگر خاندان جوینی کتاب‌ها وقصاید ساخته وپرداخته‌اند ونام ایشان را که درالسنه وافواه مشهور ومذکور بود۰ برای اخلاف نیز باذکری بخیر به یادگار گذاشته‌اند

### غزل سعدی درستایش شمس الدین محمد جوینی صاحب دیوان[۵]
| نظر دریغ مدار از من ای مه منظور     |  | که مه دریغ نمی‌دارد از خلایق نور     |
| به چشم نیک نگه کرده‌ام تو را همه وقت |  | چرا چو چشم بد افتاده‌ام ز روی تو دور |
| تو را که درد نبودست جان من همه عمر  |  | چو دردمند بنالد نداریش معذور        |
| تن درست چه داند به خواب نوشین در    |  | که شب چگونه به پایان همی برد رنجور  |
| مرا که سحر سخن در همه جهان رفتست    |  | ز سحر چشم تو بیچاره مانده‌ام مسحور   |
| دو رسته لوءلوء منظوم در دهان داری   |  | عبارت لب شیرین چو لوءلوء منثور      |
| اگر نه وعده مؤمن به آخرت بودی       |  | زمین پارس بهشت است گفتمی و تو حور   |
| تو بر سمندی و بیچارگان اسیر کمند    |  | کنار خانه زین بهره‌مند و ما مهجور    |
| تو پارسایی و رندی به هم کنی سعدی    |  | میسرت نشود مست باش یا مستور         |
| چنین سوار درین عرصه ممالک پارس      |  | ملک چگونه نباشد مظفر و منصور        |
| اجلّ و اعظم آفاق شمس دولت و دین      |  | که برد گوی نکونامی از ملوک و صدور   |

## قتل صاحب دیوان
در دوشنبه ۴ شعبان ۶۸۳ به خاطر سعایت فخرالدین قزوینی مستوفی نزد ارغون خان که به شمس الدین محمد تهمت تهیه سم برای قتل اباقا خان زد، ارغون خان در چهارم شوال سال ۶۸۳ ه۰ق، شمس الدین محمد رادر حوالی اهر بقتل رسانید۰ پس ازمدت کوتاهی چهار پسر شمس الدین محمد به نام یحیی، فرج‌الله، مسعود، اتابک، نیز به قتل رسیدند فقط زکریا از کشتن مصون ماند.